# Jandarma
 (juin 2020).
Si vous disposez d'ouvrages ou d'articles de référence ou si vous connaissez des sites web de qualité traitant du thème abordé ici, merci de compléter l'article en donnant les références utiles à sa vérifiabilité et en les liant à la section « Notes et références ».
La Jandarma est le corps de gendarmerie nationale de la république de Turquie. Elle est issue des Karakullukçu, troupes chargées de la sécurité et du maintien de l'ordre sous l'Empire ottoman. Le statut de la gendarmerie ottomane (Zaptiye) est établi en 1839 sur le modèle de la gendarmerie française dans son organisation territoriale et sur le modèle italien pour sa dépendance fonctionnelle ; elle reçoit le nom de Jandarma en 1879. La Jandarma est, jusqu'en 2016, l'une des cinq composantes des Forces armées turques, pour ensuite être rattaché au Ministère de l'Intérieur turc.

## Bref historique
- 1839 : création du corps du nom d'"Asâkir-i Muntazâma-i Hâssa".
- 1879 : apparition officielle du nom de Jandarma.
- 1930 : légalisation et militarisation totale du corps.
- 1974 : organisation en un commandement général appelé JANDARMA GENEL KOMUTANLIĞI. (JGNK) "Commandement général de la Jandarma".
- 1983 : ratification de la loi d'organisation de la gendarmerie turque, de ses missions et de ses compétences (JO 17985 du 12/03/83, loi no 2803).
- 2016 : à la suite de la tentative de coup d'État de 2016 en Turquie, il est décidé qu'elle dépendra entièrement et définitivement du Ministère de l'Intérieur.

## Ministère de rattachement
La Jandarma est subordonnée jusqu'en 2016 pour les missions militaires et la formation du personnel à l'état-major des armées et pour les missions de sécurité publique, au ministère de l'Intérieur. Elle n'assure pas de prévôté (police militaire). Le commandant de la Jandarma rend compte au ministre de l'Intérieur.

## Effectifs
Le personnel de la gendarmerie est réparti en officiers, sous-officiers, gendarmes spécialisés, cadets, militaires du rang appelés, fonctionnaires et ouvriers civils.
La gendarmerie turque compte environ 195 000 hommes.

## Missions
Les missions traditionnelles de la Jandarma sont pratiquement identiques à celles de la gendarmerie nationale française, malgré quelques différences au niveau des règles de procédures pénale et administrative. Elle assure des missions de police judiciaire (essentiellement dans les zones rurales), de sécurité publique, de maintien de l'ordre et de police militaire[pas clair].

### Tâches judiciaires
- Enquêter sur les crimes et les criminels,
- Appréhender les suspects,
- Transférer les preuves aux autorités judiciaires,
- Mener des instructions préparatoires sur ordre du procureur général,
- Transporter les prisonniers entre les prisons et les palais de justice.

### Tâches civiles
- Veiller à ce que les services de sûreté et de sécurité générale soient assurés conformément à la législation en vigueur,
- Informer le public sur les moyens de protéger la société contre les atteintes à l'ordre public et protéger les adolescents attirés par la criminalité, prendre des mesures de précaution,
- Évaluer les informations et les statistiques relatives aux atteintes à l'ordre public, procéder ou faire procéder à une analyse de la criminalité et déterminer les méthodes de lutte contre la criminalité afin de prévenir les atteintes à l'ordre public en les évaluant,
- Mener des activités de prévention contre la criminalité,
- Prévenir, poursuivre et enquêter sur la contrebande,
- Protection des établissements pénitentiaires et des centres de détention à l'extérieur.

### Tâches militaires
- effectuer les tâches militaires prévues par la loi

L'Observatoire syrien des droits de l'homme (OSDH) affirme avoir recensé en 2017 plus de 300 civils syriens abattus par la Jandarma à la frontière depuis le début de la guerre civile syrienne.
Dans son reportage publié dans le journal mensuel français d'opinion Le Monde diplomatique, la journaliste Laura-Maï Gaveriaux affirme que les forces spéciales de la Jandarma, le JÖH, ont participé en 2016 à la répression du PKK dans les villes à majorité kurdes de Turquie, où elles ont laissé de nombreuses inscriptions racistes et sexistes : « Ma chère Turquie, au nom de Dieu, nous te nettoyons : nous sommes le JÖH, nous sommes venus vous envoyer en enfer ! » ou encore « Les filles, nous sommes là, où êtes-vous ? — JÖH ».
En 2018, la Jandarma participe à l'opération Rameau d'olivier, dans le cadre de la guerre civile syrienne.

## Organisation
La gendarmerie turque est organisée de la manière suivante :
- Commandement des forces internes de sécurité ;
- Commandement des gardes-frontières ;
- Commandement de la formation et de l'entraînement ;
- Commandement de l'école de gendarmerie ;
- Commandement de la logistique.

## Musée de la Jandarma

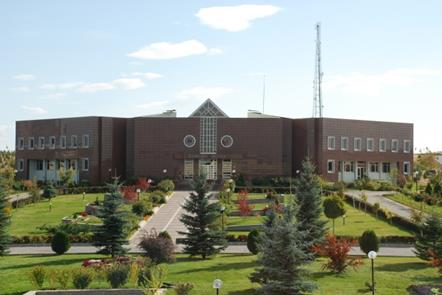
Musée de la Jandarma

Le musée de la Jandarma a été créé afin de refléter l'évolution de l'organisation de la Gendarmerie dans l'ordre périodique depuis sa fondation ; d'exposer ses activités, ses actes héroïques, ses services dans l'histoire ; de protéger toutes sortes de biens culturels militaires liés à la Gendarmerie en les collectant et de les transmettre aux générations futures. Le musée de la Jandarma situé au quartier général du Martyr İsmail Selen à Beytepe, Ankara, est ouvert au public.

## Principaux matériels en service en 2016
[réf. nécessaire]

### Drones
| Modèle        | Type            | Quantité | Origine | Notes                                               |
| ------------- | --------------- | -------- | ------- | --------------------------------------------------- |
| Bayraktar TB2 | Drone de combat | 6        | Turquie | Drone de combat (MALE) disposant de missile MAM-C/L |

### Armement
| Modèle       | Type                     | Calibre      | Origine            | Notes                                              |
| ------------ | ------------------------ | ------------ | ------------------ | -------------------------------------------------- |
| KCR 556 (en) | Fusil d’assaut           | 5,56 x 45 mm | Turquie            |                                                    |
| P90          | Personal defense weapon  | 5,7 mm       | Belgique           |                                                    |
| MKA 1919     | Fusil de police          | calibre 12   | Turquie            | Arme semi-automatique reprenant l'aspect du M16A2. |
| G41          | Fusil d'assaut           | 5,56 mm      | Allemagne/ Turquie | Produit sous licence par MKEK.                     |
| LMG-K        | Fusil mitrailleur        | 7,62 mm      | Allemagne de l'Est | Provient des stocks de la NVA.                     |
| HK23E        | Mitrailleuse légère      | 5,56 mm      | Allemagne/ Turquie | Produit sous licence par MKEK                      |
| PKM          | Mitrailleuse polyvalente | 7,62 mm      | Allemagne de l'Est | Provient des stocks de la NVA.                     |
| HK 69        | Lance-grenades           | 40 mm        | Allemagne          | Tir des grenades lacrymogènes                      |

### Véhicule blindé
| Nom              | Type               | Quantité | Origine          | Notes                  |
| ---------------- | ------------------ | -------- | ---------------- | ---------------------- |
| BTR-60PB         | Blindé à roues 8×8 | 300      | Union soviétique | Modernisé              |
| Otokar Akrep     | Blindé léger 4×4   | +250     | Turquie          | Remplacé par le Cobra. |
| Otokar Cobra     | Blindé 4×4         | +200     | Turquie          |                        |
| Dragoon 300 (en) | Blindé à roues 4×4 | 60       | États-Unis       |                        |
| UR416            | Blindé à roues 4×4 | 30       | Allemagne        |                        |
| Cadillac V150/S  | Blindé à roues 4×4 | 200      | États-Unis       |                        |

### Hélicoptères
| Nom               | Type                                | Quantité | Origine          | Notes                                                   |
| ----------------- | ----------------------------------- | -------- | ---------------- | ------------------------------------------------------- |
| S-70A28 Blackhawk | Transport                           | 21       | États-Unis       |                                                         |
| TAI T-129 ATAK    | Attaque                             | 18       | Turquie          | 18 commandés, les 3 premiers réceptionnés en avril 2018 |
| Mi-17 IVA         | Transport                           | 18       | Union soviétique | Modernisé par Aselsan                                   |
| AB205A1           | Transport                           | 14       | États-Unis       | Modernisé par TAI                                       |
| S-70A17 Blackhawk | Transport                           | 5        | États-Unis       |                                                         |
| TAI T629          | Hélicoptère de manœuvre et d'assaut | 3        | Turquie          | 3 livré en 2025.                                        |

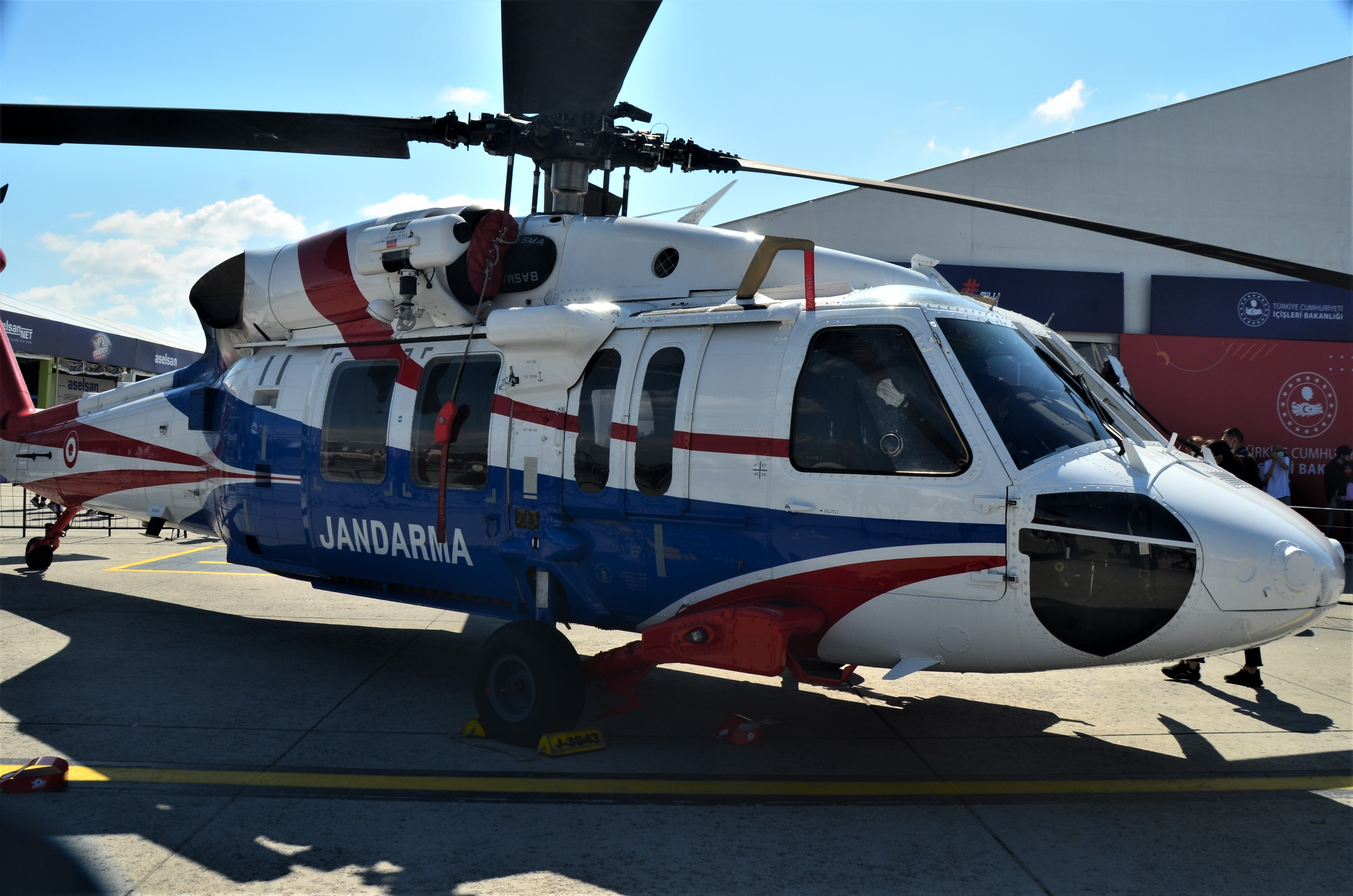
Hélicoptère Sikorsky S-70 de la Jandarma
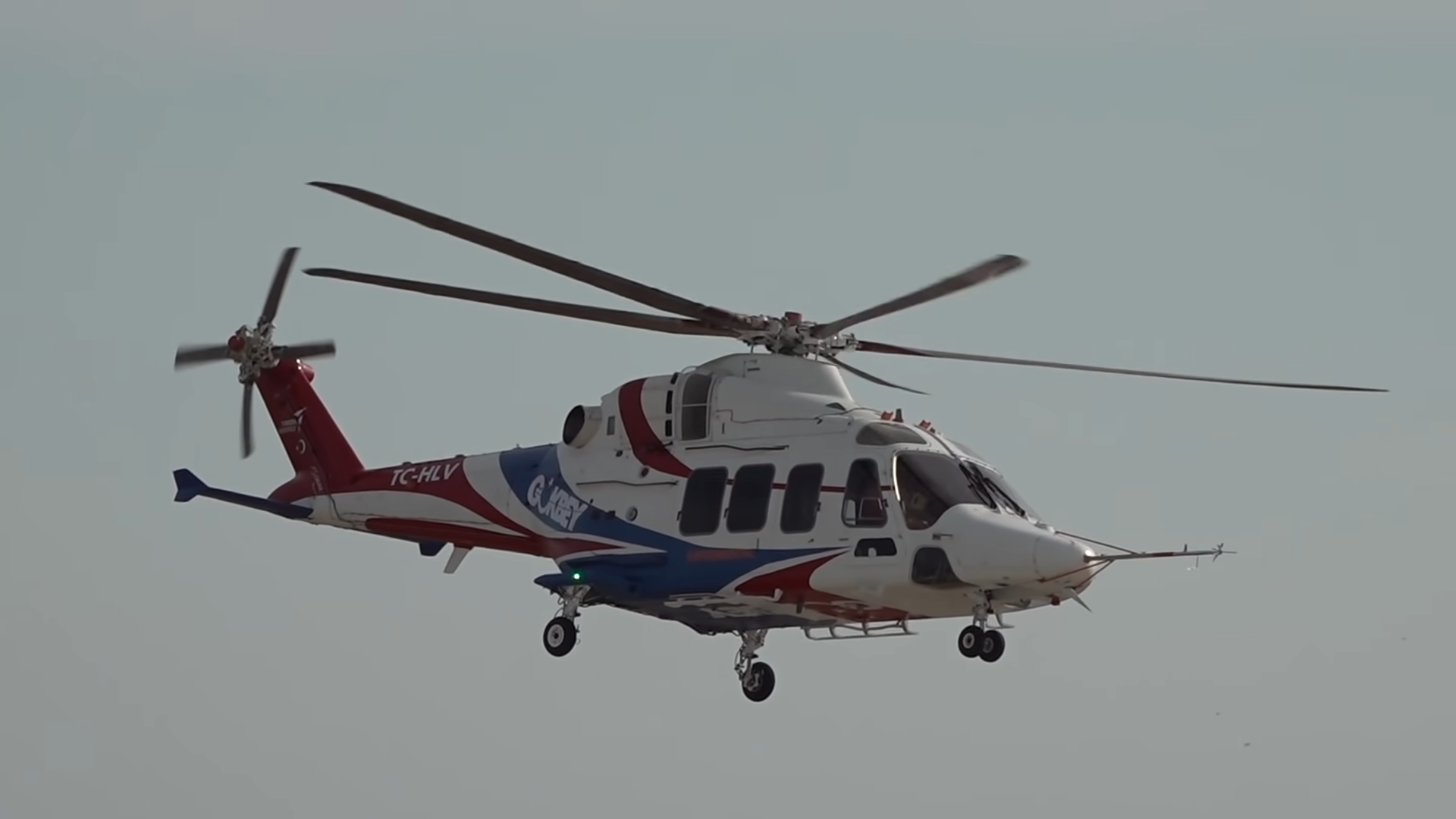
T-629 de la Jandarma
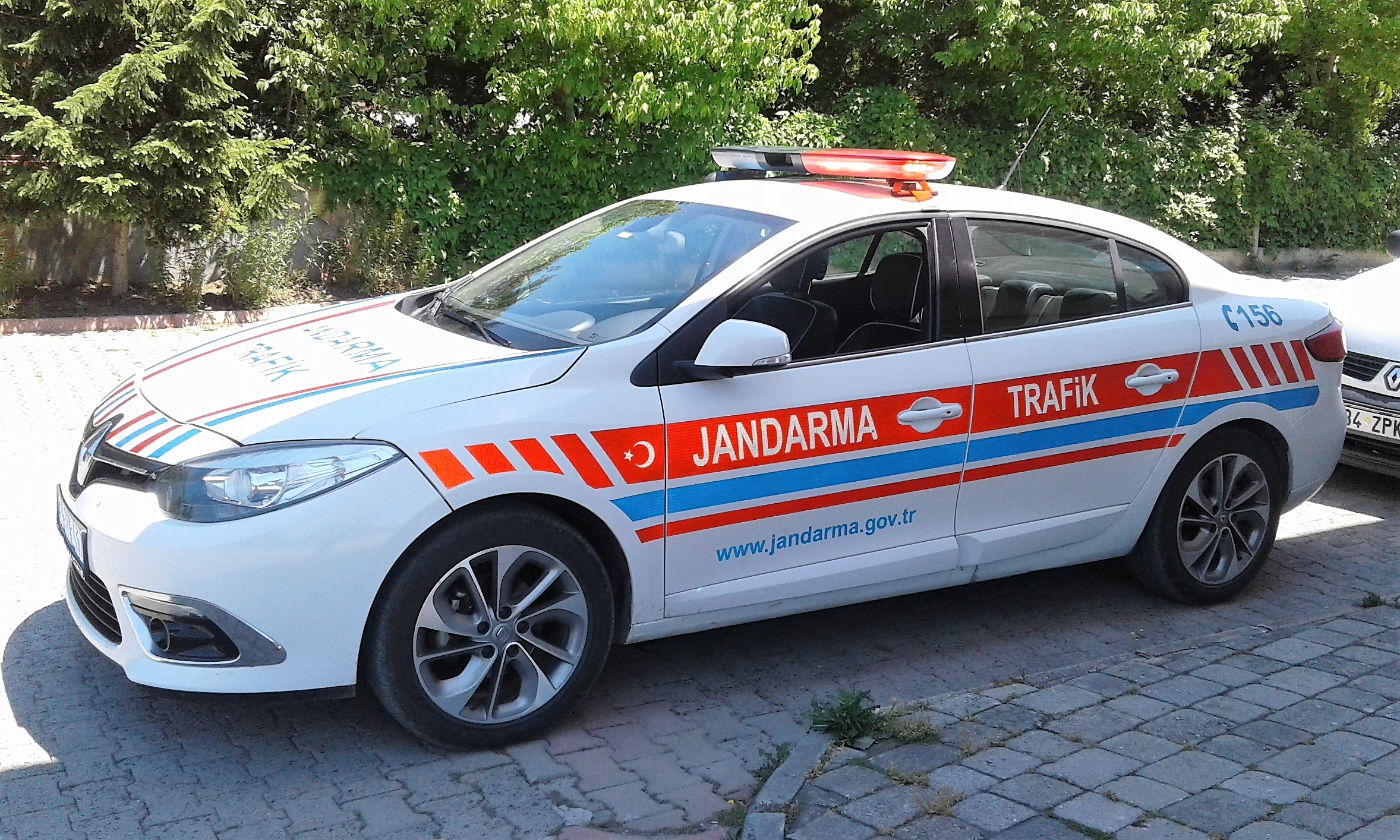
Unité de la circulation (Jandarma Trafik)
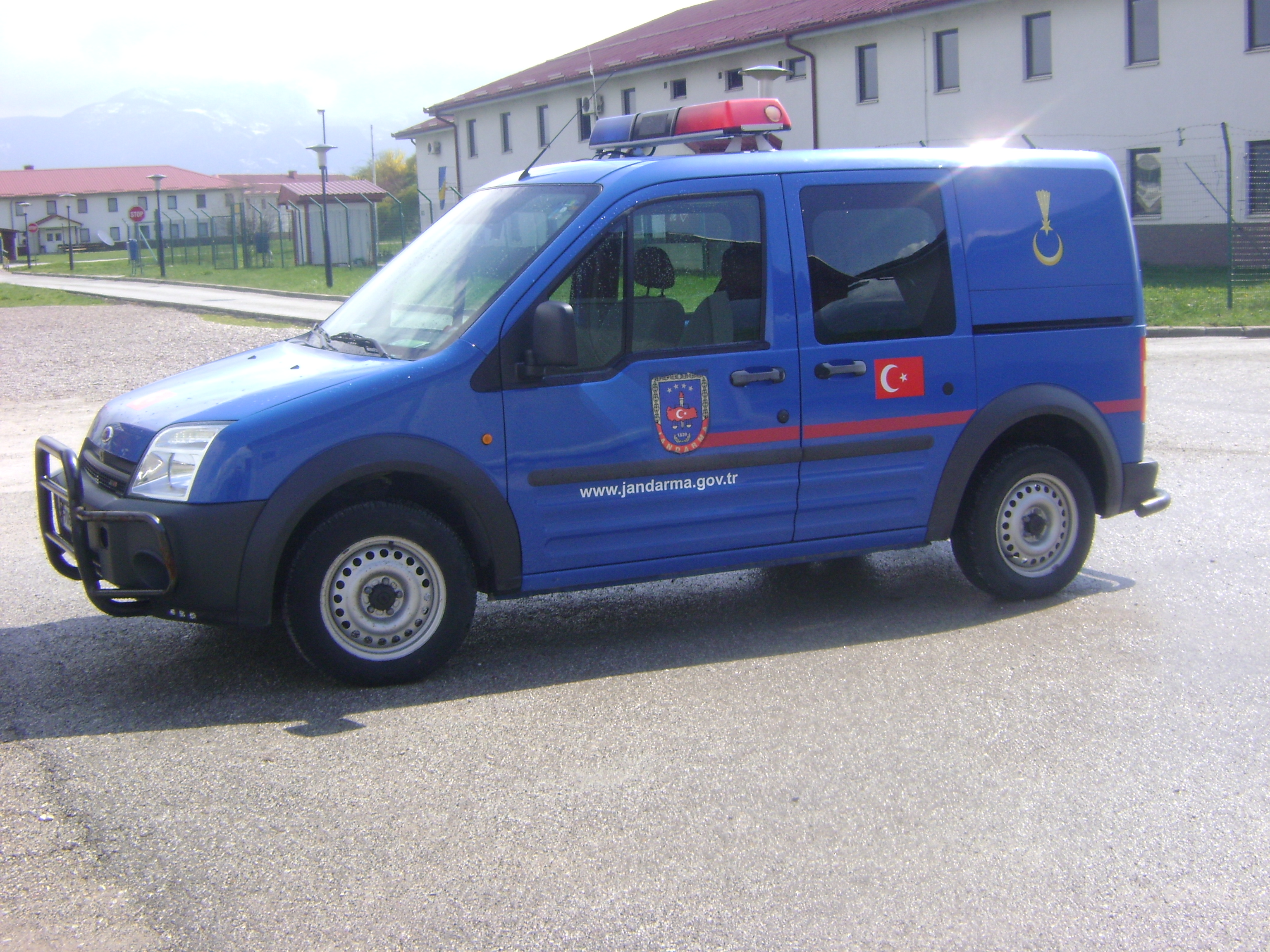
Ford Transit Connect de la Jandarma.
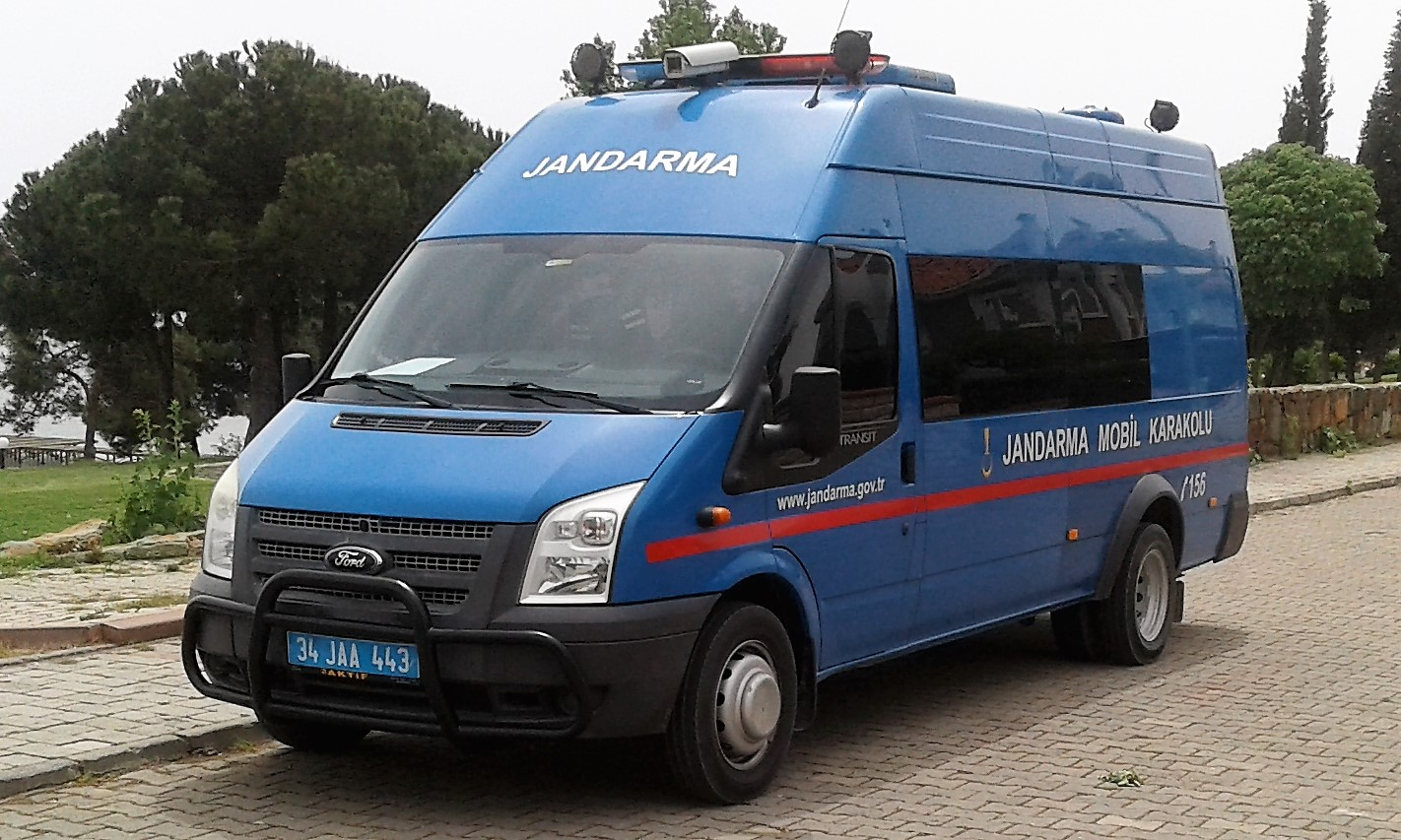
PC mobile de la Jandarma